# Brauerei Mahr
La Brauerei Mahr est une brasserie à Bamberg.

## Histoire
L'histoire de la brasserie Mahrs remonte au XVIe siècle. En 1541, Hans Ziegler acquiert une propriété de Michael Schneider, connue plus tard sous le nom de Ziegelhütte. Le Zweidlerplan, la première vue imprimée de la ville de Bamberg par Petrus Zweidler, y montre une brasserie et une auberge en 1602. La brasserie est gravement endommagée pendant la guerre de Trente Ans et brûlé complètement en 1650. La brasserie est mentionnée pour la première fois dans un document en 1670, et en 1683, la brasserie est reconstruite sous le nom de Ziegelhütte à son emplacement actuel dans le Wunderburg.
Entre 1716 et 1798, la brasserie appartient à la famille Steinfeld. En épousant Regina Steinfeld, Kaspar Eberlein prend la direction de la brasserie. Il fait construire en 1826 un nouveau bâtiment qui abrite l'auberge et la brasserie, désormais appelée Zum Brenner. Après la mort de Kaspar Eberlein, la brasserie est dirigée par le mari de sa fille jusqu'à ce qu'elle soit finalement mise en vente en 1837. Le nom actuel de la brasserie remonte à l'acheteur Karl Mahr, qui achète la propriété en 1840. L'ère Michel commence lorsque Johann Michel junior acquiert la brasserie à Wunderburg ainsi qu'une cave en pierre à Stephansberg en 1895.
En 1908, le bâtiment de la brasserie dans le Wunderburg est démoli et remplacé par le bâtiment en brique, qui est maintenant un bâtiment classé. La cheminée de la brasserie mesure désormais 32 mètres. Les investissements élevés font rapidement des ravages. En 1913, l'entreprise fait faillite et est saisie. Elle est rachetée par Elise Michel, troisième épouse de Johann Michel. La brasserie reste familiale.
Après une pause due à la Seconde Guerre mondiale, l'entreprise reprend la production en 1949 lorsque la licence de brassage est récupérée. Enfin, en 1957, la société Mahrs Bräu Bamberg, Gebr.Michel OHG est fondée sous la direction d'Albert et Wilhelm Michel, fils d'Elise Michel. En 1971, Ingmar Michel, la troisième génération, prend la direction de la brasserie. Stephan Michel est l'unique directeur général du Mahrs Bräu depuis 2016.

## Production
La particularité de l'"Ungespundeten" maison est le stockage sans pression, ce qui signifie que l'acide carbonique ne peut se lier à la bière que par la pression statique interne dans le réservoir. Une conséquence en est la faible teneur en dioxyde de carbone de seulement 4 grammes/litre. Traditionnellement, le "U" est tiré des fûts de chêne. Depuis 2017, Mahrs Bräu reprend le design de la bouteille des années 1960. Sous la devise "Oben Ohne" et "Back to the Roots", une plus grande attention est accordée au design simple et classique.

### Bières
- Mahrs Kellerbier Ungespundet (das sogenannte „U“)
- Mahrs Pilsener
- Mahrs Sommerpils
- Mahrs Hell
- Mahrs Leicht
- Mahrs Radler
- Mahrs Bock-Bier
- Mahrs Weisse-Bock
- Mahrs  ETA Dunkles Lager
- Mahrs Festtagsweisse